# توم سنكلير
توم سنكلير (بالإنجليزية: Tom Sinclair)‏ هو منافس ألعاب قوى أمريكي، ولد في 1957.